# Tigers de Princeton
Les Tigers de Princeton (en anglais : Princeton Tigers) sont un club omnisports universitaire de l'université de Princeton dans le New Jersey. Les équipes des Tigers participent aux compétitions universitaires organisées par la National Collegiate Athletic Association[réf. nécessaire]. Princeton fait partie de la division Ivy League.
L'équipe de football américain de Princeton fut longtemps l'une des meilleures des États-Unis. Les Tigers pratiquent le football américain depuis 1869 à l'époque où l'université se nommait encore « College of New Jersey ». La dernière grande saison de Princeton fut celle de 1935 avec 9 victoires et aucune défaite. Aujourd'hui, les Tigers évoluent en DI-AA (Division I FCS depuis 2006), deuxième division en matière de football américain. L'équipe évolue au Princeton Stadium, enceinte de 27 773 places inaugurée le 19 septembre 1998.
En basket-ball, Princeton a participé six fois aux phases finales du Championnat NCAA de basket-ball entre 1992 et 2001, sans vraiment y briller. Au sein de l'Ivy League, les Tigers se disputent avec les Penn Quakers la suprématie en basket. Ils utilisent le Jadwin Gymnasium, salle de 6 854 places inaugurée en 1969.